# 구례 화엄사 대웅전 삼신불탱
화엄사 대웅전 삼신불탱(華嚴寺 大雄殿 三身佛幀)은 전라남도 구례군, 화엄사 대웅전에 있는 조선시대의 탱화이다. 2003년 2월 3일 대한민국의 보물 제1363호로 지정되었다.

## 개요
중앙의 비로자나불탱을 중심으로 왼쪽에는 노사나불탱, 오른쪽에는 석가모니불탱을 각 한 폭씩 그려 봉안한 것으로 법신(法身)인 비로자나불도는 화면 중앙 상단의 본존불을 중심으로 좌우협시인 문수· 보현보살과 8대보살, 4위의 타방불과 6위의 제불, 사자와 코끼리 탈을 쓴 성중(護戒大神, 福德大神) 들이 에워싸듯 배치되어 대칭을 이루고 있다.
키 모양 광배에 결가부좌한 채 앉아 지권인을 짓고 있는 본존불은 이목구비가 단정하며 넓은 무릎을 하여 안정감이 있다. 머리에는 중앙과 정상계주가 큼직하고 길다란 귀를 갖추었으며, 다자색 법의의 깃을 따라 연두빛과 분홍빛깔의 보상화문이 장식되어 다소나마 생기를 불어넣어 준다 하겠다.
보신(報身)인 노사나불도는 설법인(說法印)에 보관을 쓴 보살형의 본존불을 중심으로 8대보살과 사천왕상 2위, 4위의 타방불, 3신장과 4금강이 주위에 빙둘러 배치되어 있다. 단정한 이목구비에 안정된 자세를 취하고는 있으나, 둥근 머리광배에 보관을 쓰고 귀걸이와 목걸이·팔찌는 물론 온몸에 영락을 화려하게 장식하여 보살형 불상으로서의 꾸밈이 돋보인다.
화신(化身)인 석가모니불도도 유난히 몸광배가 큼직한 키형 광배에 항마촉지인(降魔觸地印)을 짓고 있는 본존불을 중심으로 하단에는 좌우 협시보살(文殊·普賢)을 포함한 6대보살과 함께 2구의 사천왕상을 그리고, 그 위로는 흔히 등장하는 타방불 대신 가섭(迦葉)과 아난(阿難)존자를 위시한 10대제자 및 4금강과 3신장, 용왕·용녀를 에워싸듯 배치하였다.
이 삼신불탱은 18세기 조계산지역을 중심으로 활동한 의겸스님 외 많은 화원(13명)들이 동원되어 그린 수작으로 필선이 섬세하며 녹색을 많이 사용한 것이 특징이다. 길이가 4m를 넘는 거대한 3폭의 화면에 삼신불을 완전히 갖춘 매우 드문 예로 《통도사 대광명전 삼신불도》(보물 제1042호, 1759년)와 더불어 18세기 삼신불도의 전형을 보여준다 하겠다.

## 사진

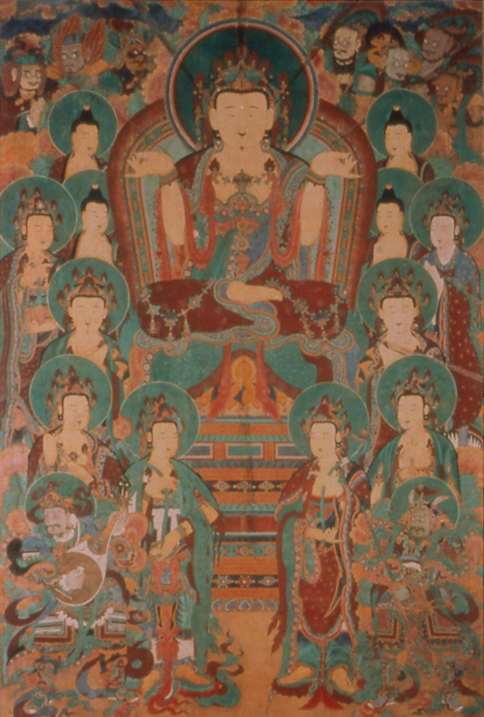
노사나불도
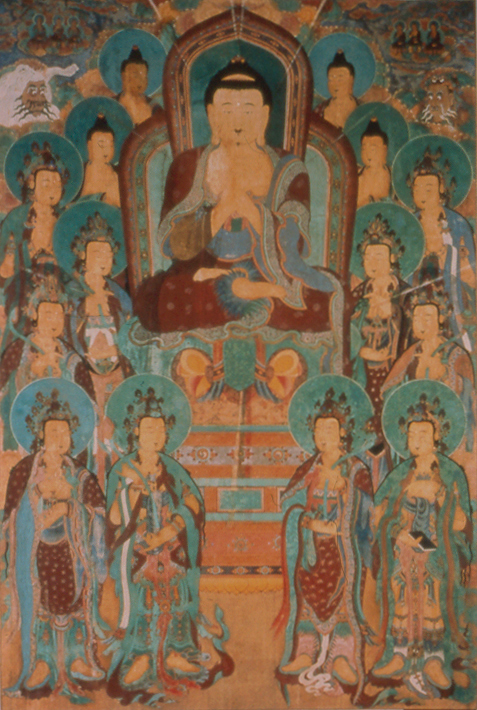
비로자나불도
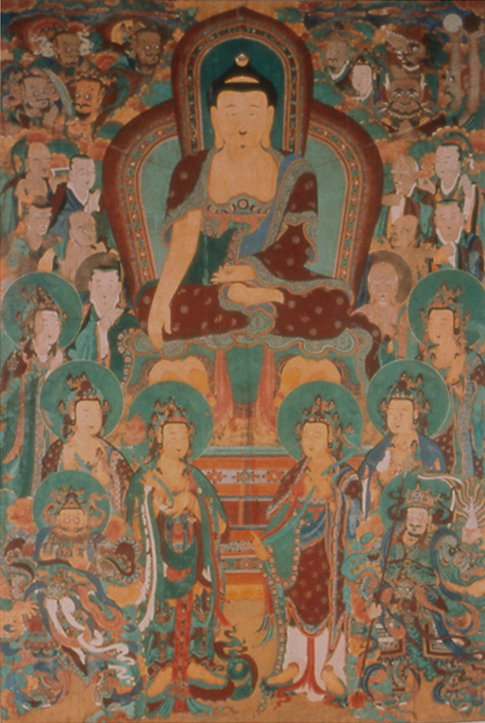
석가모니불도

## 같이 보기
- 화엄사
- 구례 화엄사 대웅전 - 보물 제299호

## 참고 자료
- 화엄사대웅전삼신불탱 - 국가유산청 국가유산포털